# Saraba
Saraba là một ngôi làng nằm ở Ludhiana West tehsil, thuộc quận Ludhiana, bang Punjab.

## Hành chính
Ngôi làng được quản lý bởi một Sarpanch, một đại diện được bầu của làng theo hiến pháp của Ấn Độ và Panchayati raj (Ấn Độ). 
| Các phần    | Toàn bộ | Nam giới | Giống cái |
| ----------- | ------- | -------- | --------- |
| Tổng số nhà | 708     |          |           |
| Dân số      | 3,442   | 1.814    | 1.628     |

## Kết nối du lịch hàng không
Sân bay gần làng nhất là sân bay Sahnewal.